# نشمان (النادرة)

تعديل مصدري - تعديل

نشمان هي إحدى قرى عزلة الشرنمه العليا بمديرية النادرة التابعة لمحافظة إب، بلغ تعداد سكانها 558 نسمة حسب تعداد اليمن لعام 2004.